# António Manuel de Noronha
António Manuel de Noronha CvTE • ComA (Lisboa, 6 de Dezembro de 1772 – 1860), 1.º Visconde de Santa Cruz, foi um administrador colonial político e magistrado português.

## Família
Filho de Cipriano António Rodrigues das Neves, nascido em Lisboa, Santa Justa, 16 de Setembro de 1737, e irmão de Francisco Antunes das Neves, e de sua mulher, casados em Lisboa, Santa Engrácia, a 13 de Fevereiro de 1768, Maria Isabel de Noronha, de Lisboa, Santiago; neto paterno de Miguel Rodrigues das Neves, de Guimarães, Santa Eufémia de Prazins, e de sua mulher Maria Teodora, de Lisboa, Madalena, onde casaram; e neto materno de Filipe Caetano da Costa, Contador dos Contos da Casa dos Contos do Reino, e de sua mulher Eufémia Maria Caetana de Noronha, filha do Mestre-de-Campo João Rodrigues do Vale.

## Biografia
Foi Oficial da Armada Real, onde atingiu o posto de Vice-Almirante e Ministro da Marinha e Ultramar de 6 de Dezembro de 1826 a 14 de Agosto de 1827, durante a Regência da Infanta D. Isabel Maria de Bragança. Em Janeiro de 1839 foi nomeado 58.º Governador-Geral da Província de Angola, tendo sido antecedido por Manuel Bernardo Vidal e sucedido por Manuel Eleutério Malheiro, onde, não obstante o seu curto governo, desenvolveu uma atividade notável para o progresso daquela província. Promoveu a exploração dos jazigos de petróleo na região do Dande, o aproveitamento da Serra de Libongo e do sertão de Moçâmedes; estimulou várias explorações marítimas e fez construir uma excelente estrada do Alto das Cruzes para o Bengo. Procurou restabelecer as feiras de comércio e levou a Câmara Municipal de Luanda a realizar importantes melhoramentos na cidade. Criou a Companhia de Comércio, Agricultura e Pesca em Benguela. No seu governo, o Governador de Benguela, de Châteauneuf, realizou operações vitoriosas no Dombe Grande de Quissamba. Competiu-lhe a execução do Decreto de abolição da escravatura, mas sofreu dissabores na repressão do tráfico de negros, que se desenvolvia, com extrema energia, a ponto e prender e processar o Juiz de Direito. Esta acção provocou extraordinária agitação, que o levou a embarcar, a 23 de Novembro de 1839, num pequeno navio de guerra, de regresso a Lisboa.
Foi Deputado da Nação na Legislatura de 1844 e Vogal do Supremo Conselho ou Supremo Tribunal de Justiça Militar. Governador Militar da Madeira e 26.º Secretário de Estado dos Negócios da Fazenda. Era Fidalgo Cavaleiro da Casa Real, Comendador da Real Ordem Militar de São Bento de Avis, Cavaleiro da Real Ordem Militar da Torre e Espada e condecorado com a Estrela de Ouro da Campanha de Montevideu.
O título de 1.º Visconde de Santa Cruz foi-lhe concedido por Decreto de 15 de Outubro de 1851 de D. Maria II de Portugal.

## Casamento e descendência
Casou no Rio de Janeiro, Rio de Janeiro, a 10 de Agosto de 1810, para onde fora aquando da transferência da corte portuguesa para o Brasil, com Mary/Marianna Louisa (Maria/Mariana Luísa) Kair Beaumont, nascida em Ayr, South Ayrshire, e falecida em 1815/1855, filha de John (João) Beaumont e de sua mulher Elisabeth (Isabel) Kair do Clã Kerr Escocês, ambos de Ayr, South Ayrshire. Teve duas filhas, ambas nascidas no Brasil: 
- Maria Isabel Kair Beaumont de Noronha, Representante do Título de Viscondessa de Santa Cruz, casada em Lisboa, Santiago e São Martinho, a 16 de Julho de 1837 com o Dr. José Eduardo da Silva Alves, de Almada, Almada, Escrivão das Apelações Crime, filho do José Joaquim Alves e de sua mulher Maria Antónia Monteiro da Silva, pais de: 
  - António Eduardo Alves de Noronha (Lisboa, Santiago e São Martinho, 18 de Janeiro de 1839 - Guimarães, 10 de Junho de 1926), 2.º Visconde de Santa Cruz por Decreto de data desconhecida de reinado desconhecido, General do Exército, Comandante do Centro de Recrutamento do Funchal de 1896 a 1896,[6] casado primeira vez em Lisboa, Pena, a 11 de Novembro de 1858 com Amélia Ludovina da Vasa César de Faro Nobre e Vasconcelos (Lourinhã, Lourinhã, 6 de Novembro/Dezembro de 1836 - 14 de Abril de 1864), filha de Luís da Vasa César de Faro Nobre e Vasconcelos e de sua mulher Maria da Anunciação da Fonseca,[7] da qual teve um filho e uma filha, e casado segunda vez com Maria Carolina de Meireles, do Porto, Foz do Douro, filha de José Joaquim de Meireles e de sua mulher Rosa Margarida, da qual teve dois filhos e uma filha: 
    - José Eduardo da Vasa César Alves de Noronha (Lisboa, Lapa, 26 de Outubro de 1859 - Lisboa, Santa Catarina, 26 de Setembro de 1948)
    - Maria da Anunciação da Vasa César Alves de Noronha (1863), solteira e sem geração
    - Luís de Meireles Alves de Noronha, solteiro e sem geração
    - Maria de Meireles Alves de Noronha (Porto, Foz do Douro, 1885)[8]
    - Gaspar de Meireles Alves de Noronha (Guimarães, São Paio, 15 de Maio de 1899)[9]
- Maria Luísa Kair Beaumont de Noronha, solteira e sem geração